# ポートフィリップ湾

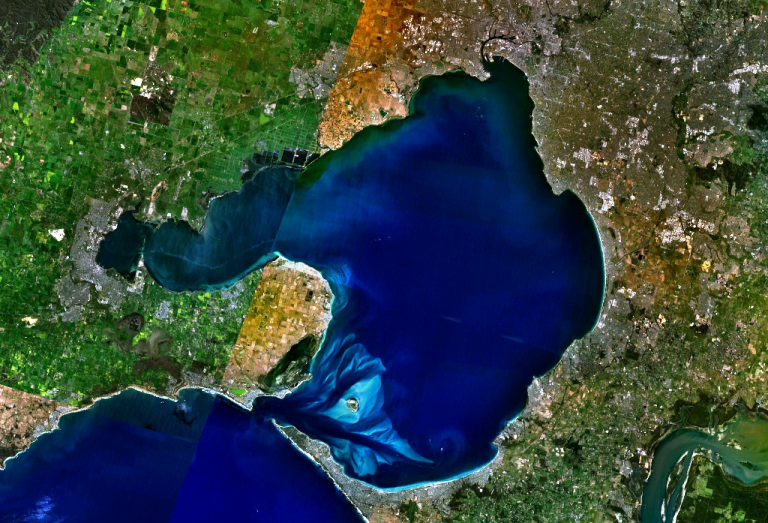
衛星写真, NASA

ポートフィリップ湾（英語: Port Phillip (Bay)）は、オーストラリア南東部、オーストラリアで第二位の規模の大都市メルボルンを擁する湾である。湾の名はオーストラリア最初の入植団を指揮したアーサー・フィリップにちなんでいる。
湾の南西側はベラリン半島（Bellarin Peninsula）、南東側はモーニングトン半島（Mornington Peninsula）に囲まれている。ベラリン半島の北西側にはジーロングを擁する湾内湾のコライオ湾がある。湾の外はインド洋とタスマン海を結んでいるバス海峡である。湾には北東からヤラ川、北西からマリビノン川（英語: Maribyrnong River）が注ぐ。特に北岸から東岸にかけた地域にはメルボルン都市圏が広がっている。

## 自然
湾内に浅瀬、三角江、湿地、干潟、海草の藻場があり、数万羽のオーストラリアクロトキとムギワラトキなどのトキ類が就塒のために訪れる。1982年12月にポートフィリップ湾西部とベラリン半島、2001年に東岸のエディスヴェール＝シーフォード湿地はラムサール条約登録地となった。ウズラシギが多く生息しているほか、近絶滅種（critically endangered species）であるアカハラワカバインコ（Neophema chrysogaster）が同湾の3箇所の越冬地とベラリン半島に2011年に発見された、100から150頭程度しか生存しない新種のイルカ、「ブルナンイルカ」の主要な棲息地でもある。また、マイルカが2006年に湾東部に定着し始め、近年はザトウクジラとミナミセミクジラの湾内での確認数も増加している。歴史的には、同湾は特にミナミセミクジラにとっての繁殖地であった可能性があり、現在でも時折フランクストン等の波打ち際近くにも現れる事もある。鰭脚類では定住するミナミアフリカオットセイ含め3種類のオットセイ、オーストラリアアシカが入り込む可能性がある他、時にはミナミゾウアザラシが居着いたり、ヒョウアザラシも現れる。
2008年から、メルボルン港へのスーパーコンテナ船の通航を可能にするための湾口・湾内の浚渫工事中であるが、自然環境上の懸念が議論されている。